# Gheorghe I. Anghel
Gheorghe I. Anghel  (n. 7 aprilie 1938, Cluj— d. 12 septembrie 2024, București) a fost un pictor și poet român, profesor universitar la Universitatea Națională de Arte București, Doctor în arte vizuale.

## Biografie
Bunicii săi au venit din Grecia și s-au stabilit de mult în România. Părinții săi s-au născut în România.
În tinerețe a luat lecții de desen cu Lola Schmierer Roth, elevă a lui Lovis Corinth la München și a lui André Derain la Paris.

## Studii
- 1951-1956 Școala Militară de Marină
- 1951-1964 Începe să picteze sub îndrumarea  pictoriței Lola Schmirer Roth
- 1958-1964 Institutul  de Arte Plastice Nicolae Grigorescu din București, profesori Ion Marflic și Catul Bogdan.
- 1967- Devine Membru al Uniunii  Artiștilor Plastici din România
- 1990 Devine Profesor la Universitatea Națională de Arte București
- 2005 Devine Doctor în Arte Vizuale

## Expoziții personale
- 1968 Muzeul de Artă din Galați
- 1975 Sala Orizont, București
- 1975 Muzeul de Artă din Galați
- 1978 Galeriile de Artă ale Municipiului București
- 1985 Galeria Sala Dalles, București
- 1985 Galeria Kucho, Salzburg
- 1985 Muzeul de Artă din Sofia
- 1986 Muzeul de Artă din Galati
- 1991 Galeria Artexpo de la Teatrul Național, București
- 1991 Muzeul de Artă Contemporană din Galați
- 1992 Galeria U.A.P. Cluj
- 1993 Expoziții personale la Roma și Viena
- 1994 Centrul Cultural Palatele Mogoșoaia
- 1996 Muzeul Național de Arta, București
- 1998 Muzeul de Artă din Târgu- Mureș
- 1999 Galeria Apollo, București
- 1999 Galeria Muzeului Muzeul Brukenthal, Sibiu
- 2000 Galeria Joella, Turku
- 2001 Pictură și ceramică, Muzeul de Artă din Constanța
- 2003 Centrul Cultural Palatele Mogoșoaia
- 2004 Muzeul de Artă al Transilvaniei, Cluj

## Expoziții de grup -selecție
- 1968 Varsovia, Torino
- 1973 Washington, Akron, Chicago
- 1976 Berlin, Manchester,Stuttgart
- 1984 Salonul Internațional de Desen, Varșovia
- 1980 Istanbul, Manchester, Bratislava, Mannheim
- 1989 Bienala de la Sao Paulo
- 1993 Bizanț după Bizanț, Veneția
- 2006 Salonul de Toamna de la Paris
- 2009 Mitologii subiective,  Perugia

## Premii și titluri[5]
- 1971 Premiul Juriului la Expoziția Metafora, Szczecin, Polonia
- 1974 Premiul pentru secția  românească  a Festivalului de la Canes-sur-Mer
- 1976 Premiul Special al Festivalului  Internațional de Artă, Piramo, Slovacia
- 1979 Premiul Revistei „Arta”
- 1978 Premiul al3lea pentru pictură al Bienalei  de la Kosice, Slovacia
- 1981 Premiul Triomfo, Italia
- 1983 Premiul Rafael , Italia
- 1983 Premiul „Ion Andreescu” al Academiei Române
- 1985 Premiul pentru pictură al Uniunii  Artiștilor Plastici din România
- 1994 Marele Premiu al Saloanelor de Artă ale Republicii Moldova
- 2001 Marele Premiu al Uniunii  Artiștilor Plastici din România
- 2003 Meritul Cultural în Grad de  Ofițer
- 2005 Titlul de Doctor în Arte Vizuale
- 2006 Premiul „Breauté” al Academiei  Franceze.
- 2006 Premiu  Sandoz al  Fundației Taylor.

## Opera
Cine a spus că pictura nu se explică, ci se simte ? Arătați-i că minte, spunea odată Dufy (28 aprilie 1943) Într-adevăr, a simți doar pictura  este abia primul pas în abordarea ei, suficient pentru amatorul de imagini care își afirmă  cu această motivare preferințele subiective. Dar simpla preferință este, îndeobște, un criteriu rudimentar și înșelător ce poate acorda statut  artistic și mărului naturalist  dintr- un tablou  pentru inocentul temei  că aspectul său  îmbietor trezește o concupiscență gastrică, sau nudului de gang cu nuri sugestivi și, deopotrivă, elucubrației cu ifose metafizice care  stârnește exaltarea și extazul snobilor cu pretenții intelectuale. Nu rareori, artiști autentici întrunesc  mult mai puține preferințe decât autorii de producții numite artistice,  aceia pe care Picasso îi numea  „artistes-peintres” sau,  principiul fiind transferabil , (artiști- sculptori),  (artiști-poeți-romancieri- dramaturgi), s a m d., cu ale căror operă s-ar  putea clădi  o stivă, tot el spune, până-n lună.  Și asta pentru  că valoarea  nu implică seducția  mondenă, la diversele ei  niveluri, iar accesul la opera autentică  impune o anumită  inițiere,  depășirea  comodității de gândire care refuză ceea ce nu înțelege sau,  mai bine zis nu simte la prima vedere. Or, ajuns la deplina  maturitate, stăpân pe mijloacele sale și  afirmând o personalitate artistică dintre cele mai reprezentative, atât în cadrul  generației sale(……), cât și în ansamblul picturii noastre contemporane, recunoscut ca atare  și în țară și peste hotarele ei, Gheorghe  I. Anghel  nu este un pictor de  acces facil, la prima vedere.
Alternanța guvernează întreaga pictură a lui  Gheorghe  I. Anghel. Dând expresie ambivalenței reflexiv- pasionale a artistului, ea  situează ansamblul până acum construit  într- un echilibru constant între conștient și vital, între cap și inimă, ca să folosim dihotomia dragă lui Stendhal.
(...) În pofida informației acumulate,  Anghel nu reconstituie mitologic- ceea ce , în principiu, ar fi imposibil  și n- are nimic de-a face cu pictura- nici  nu preia semnificațiile ei simbolice de atunci.  El își repovestește reveria  într-o dimensiune de mit, ca pictor-poet. Nu spune Leonardo că pictura e poezie care se vede?  E mitologia pe care el și-o vrea  și în care fuziunea dintre real  și imaginat îmbracă o expresie proprie și imediat  recognoscibilă,  este proiecția unei utopii  sentimentale  ce răspunde ființei  sale cele mai intime- poetului care substituie  cuvântului vocabule imaginii,  exprimându- și   viziunea în desen și culoare. Să subliniem: pictura lui Anghel  nu literarizează, dar se întâlnește cu literatura- cu poezia, în speță- în acea  zonă ideală în care toate artele se întâlnesc, fiecare prin mijloacele ei , pentru a ne destăinui , pe cât se poate, adâncimile ființei.
—Modest Morariu
Pictura lui Gheorghe Anghel, fără a ocoli gestualismul, adică un dicteu energic racordat la stări retiniene, a devenit o specie a continuului, ”o stare de a picta” care s–a  rafinat de-a lungul unui har netulburat. Este, în primul rând, o stare de vibrație cromatică nu spre atmosferizare,  ci spre combustie. Nu se deschid spații, ci se exfoliază țesuturile lucrurilor și  văluri de memorie, cu figurația bruionată rudimentar, cea a stiletului pe zid .
Pensula scrijelește sau mătură coaceri, uscări, patina de vremuri, colb și cenușă. Funigei pestriți de emergii picturale se încâlcesc peste jarul “Nopțile Melissei.”
Anghel nu este un abstract, ci un  arheoimaginativ, am putea spune, după competențele sale elene.
Pictorul povestește încă și portretizează, doar sub un Detritus de efecte plastice, vestigii căutate cu mari rafinamente de aventuri texturale.(...) Prezența mai recentă a ceramicii pictate în opera lui Anghel, pe formatele de reliefuri-stelă, a apărut ca un sâmbure copt îndelung al concentratei sale căutări expresive. Carne și miez, culorile patimei mocnesc sub jarul griurilor „Anghel”.

—Aurelia Mocanu
(…) Am  deslușit la Anghel – ca și la  alți câțiva artiști  ce aduc har și noblețe generației mele- acea cultură pe cât de neostentativă, pe atât de profundă care închipuie trauma nevăzută a unui demers figurativ ce vizualiza stări  definitorii ale unui sentiment al  timpului și spațiului.
(…) Poezia și seninătatea de gând a lui Anghel, cu rafinamentul culorilor sale stinse, în tonuri mate, de eleganță fluiditate și  transparență, muzicale aproape (oare  nu în atmosfera de Debussy și Mallarme își găsesc cel mai bine locul desenele și laviurile evocând mitologicele  ale semenilor lui Chiron și ale  frumoasei Pasiphae?) îi croiesc  drum acestui creator  de excepție spre înțelegerea unei  întocmiri  deopotrivă puternice și fragile:  aceea a umanității noastre așa  cum au plăsmuit-o, rând pe rând, majestățile carpatice, tăcerile Dunării și ale Marii peanurile Traciei, gestele fabuloase ale Olimpului, strălucirile neasemuite ale  Bizanțului. Către aceasta din urmă, reper perpetuu- în travestiuri  stilistice mereu altele- pentru pictura mai veche sau mai noua din aceste părți ale Europei, privea și privește Anghel, proiectându-i, în fundaluri de aur  crepuscular și de verde adânc, edificiile, cupolele, porțile și mozaicurile ale căror umbre și lumini aveau să acopere un spațiu  din  care  artistul român vine, pe care l-a străbătut și cu care se simte, de veacuri parcă, solidar.(…)
(…) Sigur este însă că, ajuns la un popas hotărâtor pentru arta sa, el se va reîntoarce înaintea șevaletului, așternând pe hârtie și pânză, cu gravitatea și discreția ce i le prețuim, un nou segment din traiectoria  superbă care unește, ideal, singuratățile geologice ale insulei cu sinergiile culturale ale Cetății. (…)
Spre mijlocul anilor 80, cu povara blândă a mitologiei, Gheorghe I. Anghel picta, în fluiditatea și transparența  acordurilor  sale mate , propria-i versiune despre iubirile preafrumoasei  Pasiphae, soția regelui Minos din legendă.. Zece ani mai târziu, urmărit de poezia modernului alexandrin, el ne propunea „Tricliniul pentru Melissa”. Era o sacadată poveste de eroism  profan care din noaptea de febră a tavernei  până pe țărmul aceleiași Monemvasii- „locus amoenus” pentru artist, punct de intersectare pentru cele doua mari  cicluri ale expoziției de acum aproape un deceniu- conducea o sarabandă de personaje drăcești și zeești, opuse din nou, ca și principiilor celor din vechime. Excelent desenate, cu racursiuri de foarte bună scoală, cu profiluri ce amintesc de  claritatea nobilă a  figurilor cretane sau a celor colorate în negru , pe fondul roșu al vaselor antichității grecești, ele se scaldă, uneori, în lumina ireală a unor griuri trandafirii și celebrează iubiri prea pământene.
(…) Și pentru  a nu uita că Anghel este un modern în căutarea de noi expresii , i-am privit și experimentul picturii pe suport de hârtie lipită pe pânză,  preluând o mai veche temă a desenelor sale: cea a bucuriilor erotice ale lui Hrisantis. Griuri vineții fulgerate de roșu și negru, cu dâre alburii compunând figuri de femei și de bărbați în extazuri orgiastice sunt fundaluri  de scene descinse parcă din cețurile  timpurilor și ale mării, ale unei lumi de barbarie exultantă. Pictorul nostru o lasă voit, parca, să se dezlănțuie într-un haos pe care Anghel îl regiza aproape  histrionic și care se prefăcea treptat în luminoase  geometrii ale celuilalt ciclu al Expoziției, cel al colajelor. Aici pătrundeam într-un univers mai seren, abstract și decorativ, dar plin de tensiuni prin stratificarea, iarăși arheologică a culorilor în relief și a răzăturilor adânci, nervoase ,  uneori până la trama pânzei.(…)
—Răzvan Theodorescu

## Lucrări publicate
- Este autorul romanului Vara cu serile lungi, publicat în 2006, și al unui volum de poezie, apărut în 2008.
- Gheorghe I. Anghel /album, Editura Institutului Cultural Român, 2010, 208 p., 30 x 24 cm, ISBN 978-973-577-611-4[9]

## Lucrări
- http://veronikiart.ro/item.php?lang=0&id=32 Arhivat în 27 decembrie 2008, la Wayback Machine.